# Foton Toano
Foton Toano (кит. 图雅诺; рус. Фотон Тоано) — малотоннажный грузовой автомобиль, выпускающийся с 2015 года китайской компанией Foton.

## Описание
Выпуск Foton Toano начался в 2015 году. Дизайн автомобиля разработан в стиле Mercedes-Benz Sprinter.
Foton Toano оснащается 2,8-литровым турбодизельным двигателем Cummins ISF экологического класса Евро-4. Мощность — 160 л. с., крутящий момент — 360 Н⋅м. Коробка передач — пяти- или шестиступенчатая механическая. Привод — передний, задний или полный. Кроме автомобилей с ДВС, также выпускаются двухмоторные электромобили (Foton Toano EV). Вместимость микроавтобуса составляет 15 пассажиров при высокой крыше.
Длина Foton Toano варьируется 4,9 до 6 м. Дополнительно автомобили оснащаются подушками безопасности, системой Bosch, антиблокировочной системой, системой распределения тормозных усилий и т. д.

## Галерея

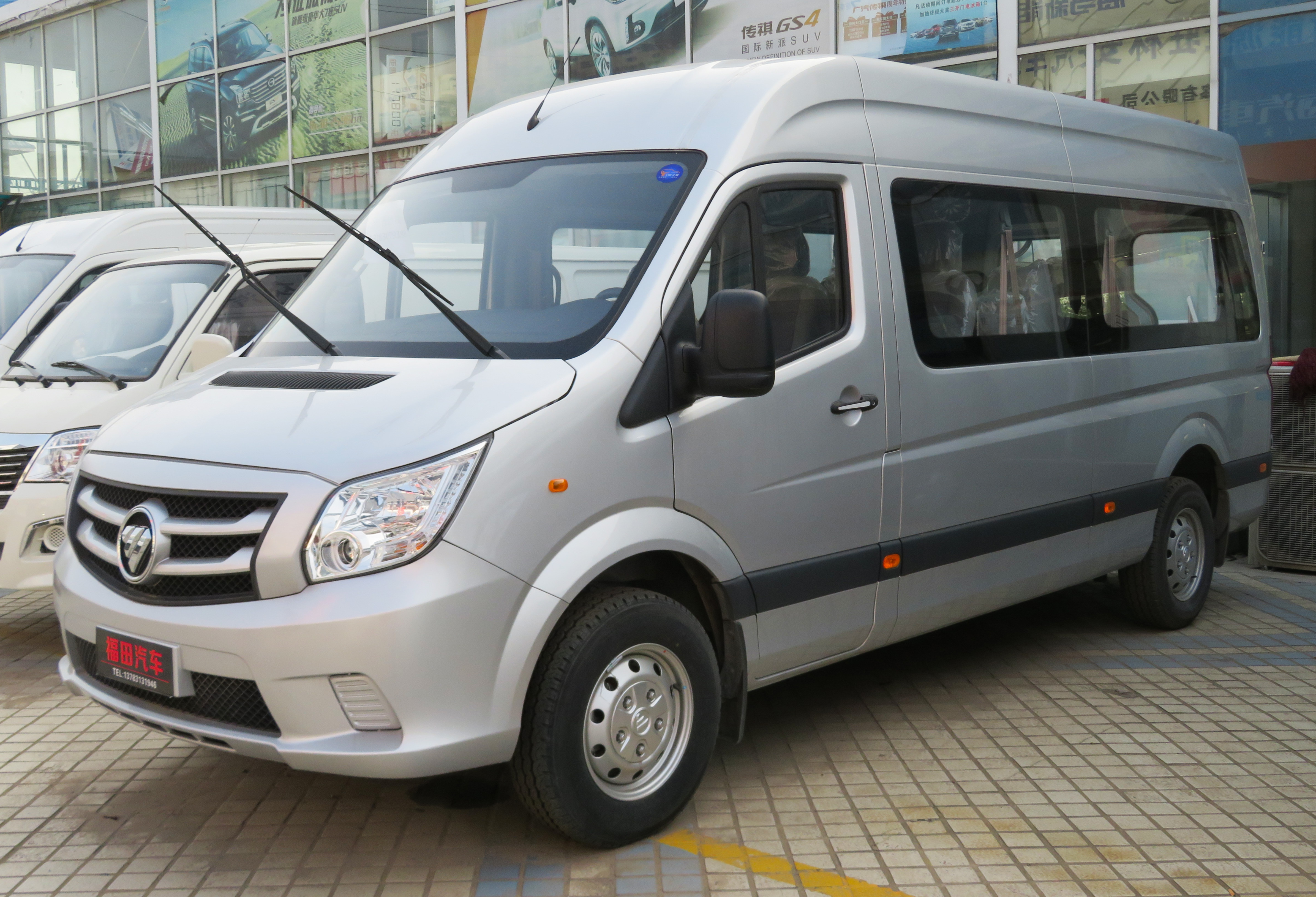
Foton Toano S (длинная колёсная база)
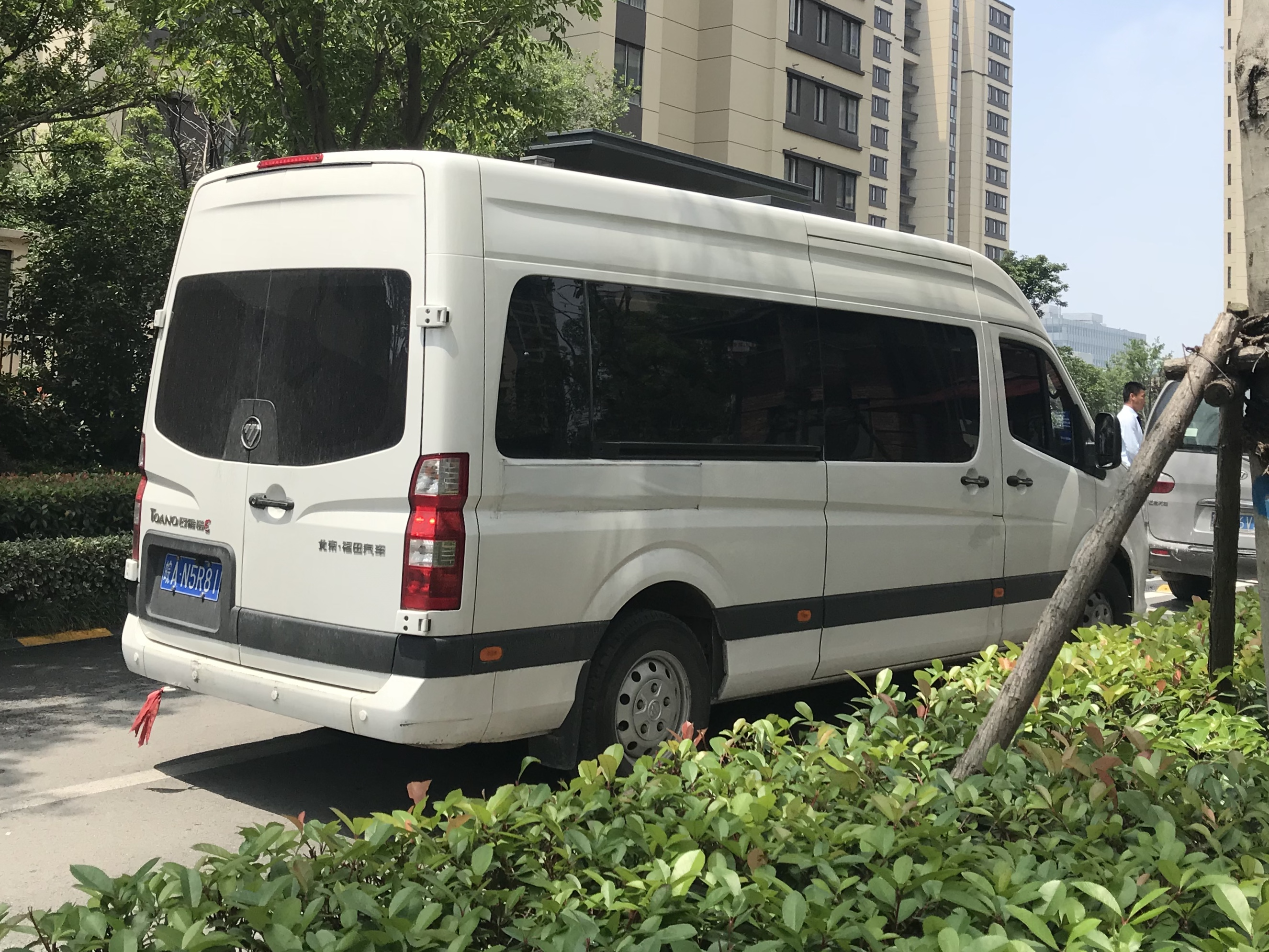
Вид сзади
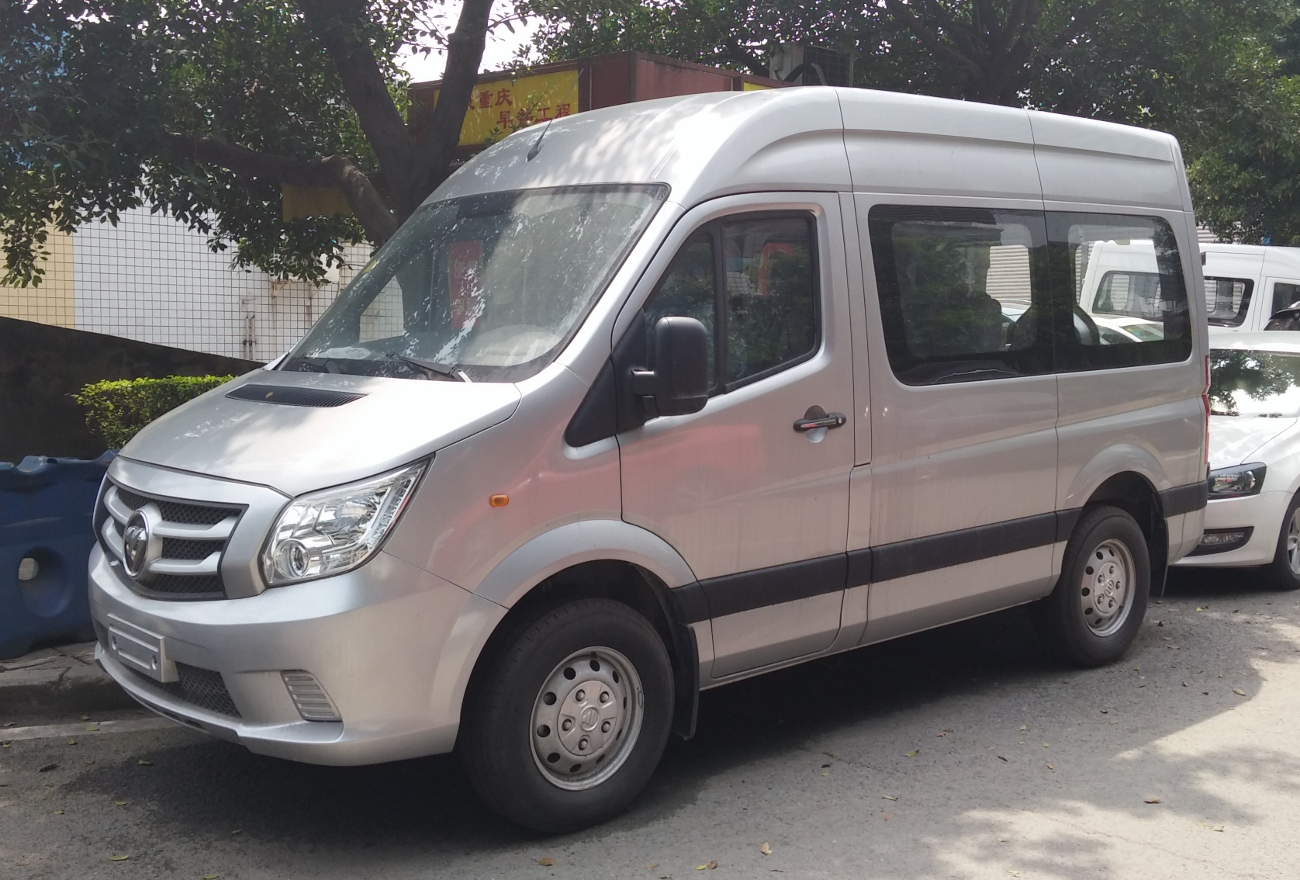
Foton Toano E (короткая колёсная база)
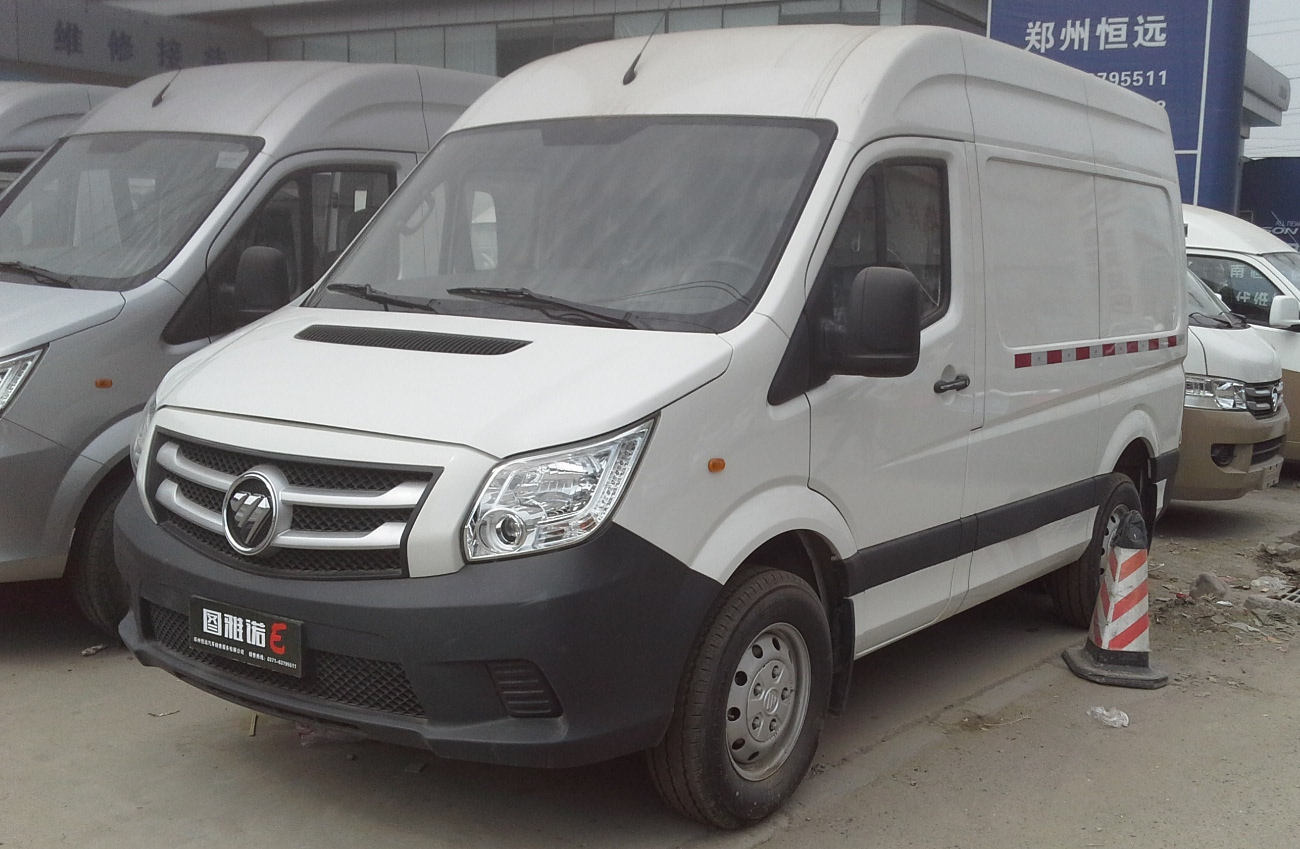
Фургон

## В России
В России продажи Foton Toano стартовали в 2024 году. Официальным дистрибьютером стал «МБ РУС». Автомобиль оснащается 2,8-литровым двигателем Cummins ISF 2.8s5F148 экологического класса Евро-5, который развивает мощность 110 кВт (150 л. с.) и крутящий момент 330 Н⋅м при 1400—2700 об/мин. Коробка передач — шестиступенчатая механическая (GETRAG MT82).